# Odontostilbe splendida
Odontostilbe splendida är en fiskart som beskrevs av Cristina M. Bührnheim och Luiz R. Malabarba 2007. Odontostilbe splendida ingår i släktet Odontostilbe och familjen Characidae. Inga underarter finns listade i Catalogue of Life.